# Samuel Gunton
Samuel Arthur Gunton (1883–1959) là một cầu thủ bóng đá người Anh thi đấu ở Football League cho Gainsborough Trinity và Burnley ở vị trí hậu vệ phải.

## Đời sống cá nhân
Gunton phục vụ ở Norfolk Regiment từ năm 1899 đến năm 1908. Sau sự bùng nổ của Thế chiến thứ I năm 1914, ông được gọi nhập ngũ và phục vụ ở vị trí trung sĩ với Trung đoàn Norfolk và Royal Dublin Fusiliers trong chiến tranh.